# Les Démocrates (Maldives)
Pour les articles homonymes, voir Les Démocrates.
Les Démocrates (abrégé DEMS) est un parti politique aux Maldives fondé en mai 2023 et dirigé par Mohamed Nasheed.
Il est issu d'une scission du Parti démocrate maldivien (PDM) à la suite de la rupture entre Ibrahim Mohamed Solih et Mohamed Nasheed. Confronté à la menace d'une exclusion du parti, douze parlementaires soutenant Nasheed quittent le PDM et fondent Les démocrates le 21 mai 2023, avec Mohamed Nasheed pour dirigeant du parti,,,.
Le parti présente la candidature d'Ilyas Labeeb à l'élection présidentielle maldivienne de 2023, où il arrive troisième au premier tour avec 7,18 % des voix.

## Présidents
- Mohamed Nasheed (2023)
- Hassan Latheef (2023-2025)
- Hussain Firushan (2025, intérim)
- Imthiyaz Fahmy (2025)

## Résultats électoraux

### Élections présidentielles
| Année | Candidat     | Voix   | %    | Résultat |
| ----- | ------------ | ------ | ---- | -------- |
| 2023  | Ilyas Labeeb | 15 839 | 7,18 | 3e       |

### Élections législatives
| Année | Voix  | %    | Sièges | Gouvernement        |
| ----- | ----- | ---- | ------ | ------------------- |
| 2024  | 4 635 | 2,20 | 0 / 93 | Extra-parlementaire |